# Reta real
Em matemática, a reta real é simplesmente o conjunto dos números reais R. No entanto, este termo é normalmente aplicado quando R é tratado como um espaço de alguma forma, como um espaço topológico ou um espaço vetorial (ou ambos, ou seja, um espaço linear topológico). A reta real tem sido estudada desde a época dos gregos da antiguidade, mas foi apenas rigorosamente definida com o advento da análise. Antes e depois desta data, tem sido um exemplo com importante papel em vários ramos da matemática.
A reta real comporta uma topologia natural que pode ser definida de maneiras diferentes e equivalentes:
Primeiro, como os números reais possuem uma ordem total, eles admitem uma topologia de ordem. Com respeito a esta topologia, a reta real é um contínuo linear. Em segundo lugar, os números reais podem ser transformados em espaço métrico definindo a distância entre dois números como sendo o valor absoluto de sua diferença:
{\displaystyle d(x,y):=|y-x|.}
Esta métrica induz uma topologia em R equivalente à topologia da ordem.